# Арно
Арно (итал. Arno) је река на северу региона Тоскана у Италији, дуга 240 km. Њен слив покрива површину од 9.116 km². 
Од извора на планини Фалтерона у Апенинима Арно тече на југоисток до града Арецо. Одатле скреће на северозапад и тече кроз Фиренцу. Најзад, Арно тече на запад и улива се код града Пизе у Лигурско море.
У Фиренци на реци Арно постоје два историјска моста: Понте Векио (итал. Ponte Vecchio, срп. Стари мост) и Мост Светог Тројства (итал. Santa Trinità). 
Количина воде у реци Арно је јако променљива. На месту где река напушта Апенинске планине, јачина тока варира од 0,56 m³/s до 3.540 m³/s. Арно је у прошлости често плавио Фиренцу. Последњи пут то је било 1966. Данас је ситуација око варијација нивоа Арна повољнија, јер је изграђено неколико заштитних брана.